# La Clementina
La Clementina è una zarzuela di Luigi Boccherini su libretto di Ramón de la Cruz. La prima rappresentazione ebbe luogo nel 1786 al palazzo Puerta de la Vega di Madrid.

## Introduzione
La Clementina è l'unico lavoro teatrale completo di Boccherini. Fu scritta quando stava finendo il periodo di maggior fioritura della zarzuela, prima che questa, all'inizio del XIX secolo, venisse pressoché dimenticata in favore dell'opera italiana. Il librettista della Clementina, Ramón de la Cruz, aveva tentato di introdurre innovazioni nel genere, utilizzando elementi popolari e folcloristici al posto dei più consueti argomenti mitologici. La musica è in prevalenza allegra e orientata al comico, ma con incursioni nel patetico quando vuole descrivere l'amore non corrisposto.
Questo lavoro fu scritto su commissione della contessa-duchessa di Osuna-Benavente, una mecenate amante della musica e delle arti che aveva un'orchestra privata, sotto la cui protezione lavorava de la Cruz, e la prima rappresentazione avvenne nel palazzo della contessa, con cantanti probabilmente non professionisti. Boccherini compose la musica in meno di un mese. Una ripresa della Clementina ebbe luogo nel 1799 al Coliseo de los Caños del Peral, sempre a Madrid, questa volta con cantanti molto noti: Catalina Tordesillas (Clementina), Manuela Monteis (Damiana), Joaquina Arteaga (Narcisa), Lorenza Correa (Cristeta), Vicente Sanchez (Don Urbano) e Manuel Garcia Parra (Don Lazzaro).
In tempi moderni, La Clementina è stata riproposta a Venezia (Teatro La Fenice, 18 settembre 1951), a Monaco (Teatro Cuvilliès 1960) e in Spagna. Un'ulteriore ripresa si ebbe a Lucca nel 2005.

## Trama
Le figlie di Don Clemente, Clementina e Narcisa, sono corteggiate rispettivamente da Don Urbano e dal marchese de la Ballesta, ma non accettano le proposte di matrimonio dei due uomini. Don Clemente rivela che Clementina non è sua figlia naturale ma è stata adottata da bambina. A poco a poco Don Urbano capisce che Clementina è sua sorella, di cui aveva perso le tracce e di cui da tempo era in cerca. L'opera termina così con le unioni tra Don Urbano e Narcisa, il marchese e Clementina, Don Lazzaro e Cristeta.

## Organico orchestrale e struttura dell'opera
La partitura prevede l'impiego di 2 flauti, 2 oboi, 2 fagotti, 2 corni, archi.
La Clementina comprende l'ouverture, 12 arie, 2 recitativi obbligati e 6 pezzi d'assieme, oltre ai dialoghi.

## Discografia
- 1958 - Fiorella Carmen Forti (Clementina), Graziella Sciutti (Narcisa), Angela Vercelli (Damiana), Juan Oncina (Don Urbano), Franco Calabrese (Don Lazzaro), Vittoria Palombini (Cristeta) - Direttore: Alfredo Simonetto - Orchestra e Coro della RAI di Milano - Versione italiana - Cantus Classics (LC 03982) CACD 5.01226 F (2009)[7]
- 1965 - Elena Rizzieri (Clementina), Maria Grazia Ferracini (Narcisa), Karla Schean (Damiana), Ugo Benelli (Don Urbano), Fernando Corena (Don Lazzaro), Luciana Ticinelli (Cristeta) - Direttore: Angelo Ephrikian - Orchestra e Coro della Radiotelevisione Svizzera Italiana - Versione italiana - Nuova Era[8]
- 2008 - María Hinojosa (Clementina), Sonia de Munck (Narcisa), Marta Rodrigo (Damiana), David Alegret (Don Urbano), Toni Marsol (Don Lazzaro), Elena Rivero (Cristeta) - Direttore: Pablo Heras-Casado - Orchestra: La Compañia del Principe - Versione originale spagnola - Música Antigua Aranjuez MAA 008[9]